# Ulla Lenze

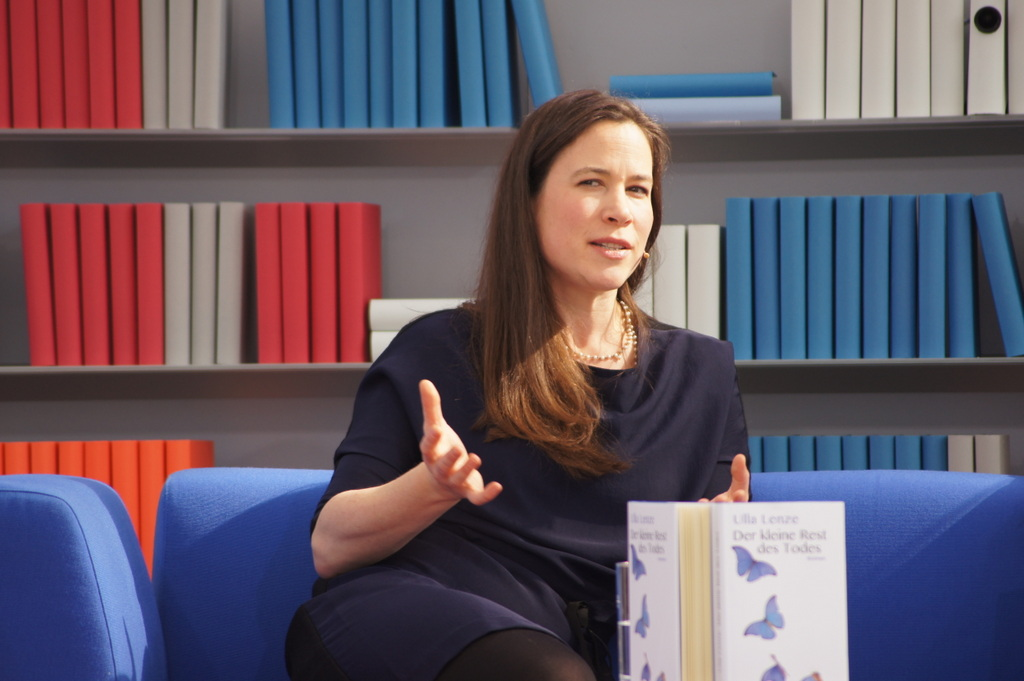
2012 auf der Leipziger Buchmesse

Ulla Lenze (* 18. September 1973 in Mönchengladbach) ist eine deutsche Schriftstellerin.

## Biografie
Ulla Lenze studierte Schulmusik und Philosophie in Köln und schloss das Studium mit einer Staatsexamensarbeit über Hegels Lehre von der Dichtung ab. Sie lebte über längere Zeiträume in Indien, wo sie bereits als sechzehnjährige Schülerin ein halbes Jahr bei einer indischen Familie gelebt hatte. 2004 war sie auf Einladung des Goethe-Instituts Stadtschreiberin in Damaskus, 2010 neun Monate writer-in-residence in Mumbai. Ulla Lenze lebt als freie Schriftstellerin in Berlin. Sie leitet Schreibwerkstätten, u. a. 2014 die Prosawerkstatt der Jürgen Ponto-Stiftung für Nachwuchsautoren. Im September 2014 begleitete sie Außenminister Frank-Walter Steinmeier auf einer Delegationsreise nach Neu-Delhi. 2016 nahm sie an einem Treffen irakischer Dichterinnen in Basra teil. Für ihr Gesamtwerk erhielt sie im selben Jahr den mit 20.000 Euro dotierten Literaturpreis des Kulturkreises der deutschen Wirtschaft. In der Jurybegründung von Nina Hugendubel heißt es: „Ulla Lenze überzeugt in ihren Büchern durch eine poetische Sprache und eine große Fähigkeit, Situationen und Stimmungen präzise und eindringlich wiederzugeben.“ Ulla Lenze ist Teil des literarischen Portals WeiterSchreiben.jetzt, das Autorinnen und Autoren aus Kriegs- und Krisengebieten mit deutschsprachigen Kolleginnen und Kollegen vernetzt. Im Frühjahr 2023 hatte sie die Max-Kade-Gastprofessur am Dartmouth College (USA) inne.
Ihr Roman Das Wohlbefinden stand 2024 auf der Longlist des Deutschen Buchpreises. 

## Auszeichnungen und Stipendien
- Arbeitspaket-Stipendium des Landes Brandenburg 2024
- Nominierung für den Deutschen Buchpreis für Das Wohlbefinden 2024
- Max Kade Gastprofessur USA 2023
- Nominierung für den Prix des Lecteurs (Frankreich) für Der Empfänger 2021
- Bonner Stadtschreiberin 2020
- Niederrheinischer Literaturpreis 2020
- Werkstipendium des Deutschen Literaturfonds für Der Empfänger 2019
- Aufenthaltsstipendium Kulturakademie Tarabya (Istanbul) 2019
- Arbeitsstipendium des Berliner Senats 2018
- Literaturpreis des Kulturkreises der deutschen Wirtschaft 2016 „für ihr Gesamtwerk“
- Alfred-Döblin-Stipendium 2015
- Aufenthaltsstipendium im Künstlerhof Schreyahn 2014
- Aufenthaltsstipendium am Deutschen Studienzentrum in Venedig 2014
- Stipendium des Heinrich-Heine-Hauses der Stadt Lüneburg 2012
- 9 Monate Aufenthaltsstipendium in Mumbai (Kunststiftung NRW und Goethe-Institut Mumbai) 2010
- Literaturstipendium der Konrad-Adenauer-Stiftung (Else-Heiliger-Fonds) 2010/2011
- Arbeitsstipendium der Kunststiftung NRW und der Staatskanzlei NRW 2010
- Aufenthaltsstipendium der Stadt Köln für Istanbul (Atelier Galata) vom 1. Oktober bis 31. Dezember 2009
- Arbeitsstipendium der Staatskanzlei NRW 2009
- Stipendium der Kunststiftung NRW 2005
- Stadtschreiberin in Damaskus (19. Mai bis 20. Juni 2004)
- Ernst Willner-Preis beim Ingeborg-Bachmann-Preis 2003
- Literaturpreis der Jürgen Ponto-Stiftung 2003
- Rolf-Dieter-Brinkmann-Stipendium der Stadt Köln 2003
- Autorenwerkstatt Prosa des Literarischen Colloquiums Berlin 2002

## Veröffentlichungen
Romane

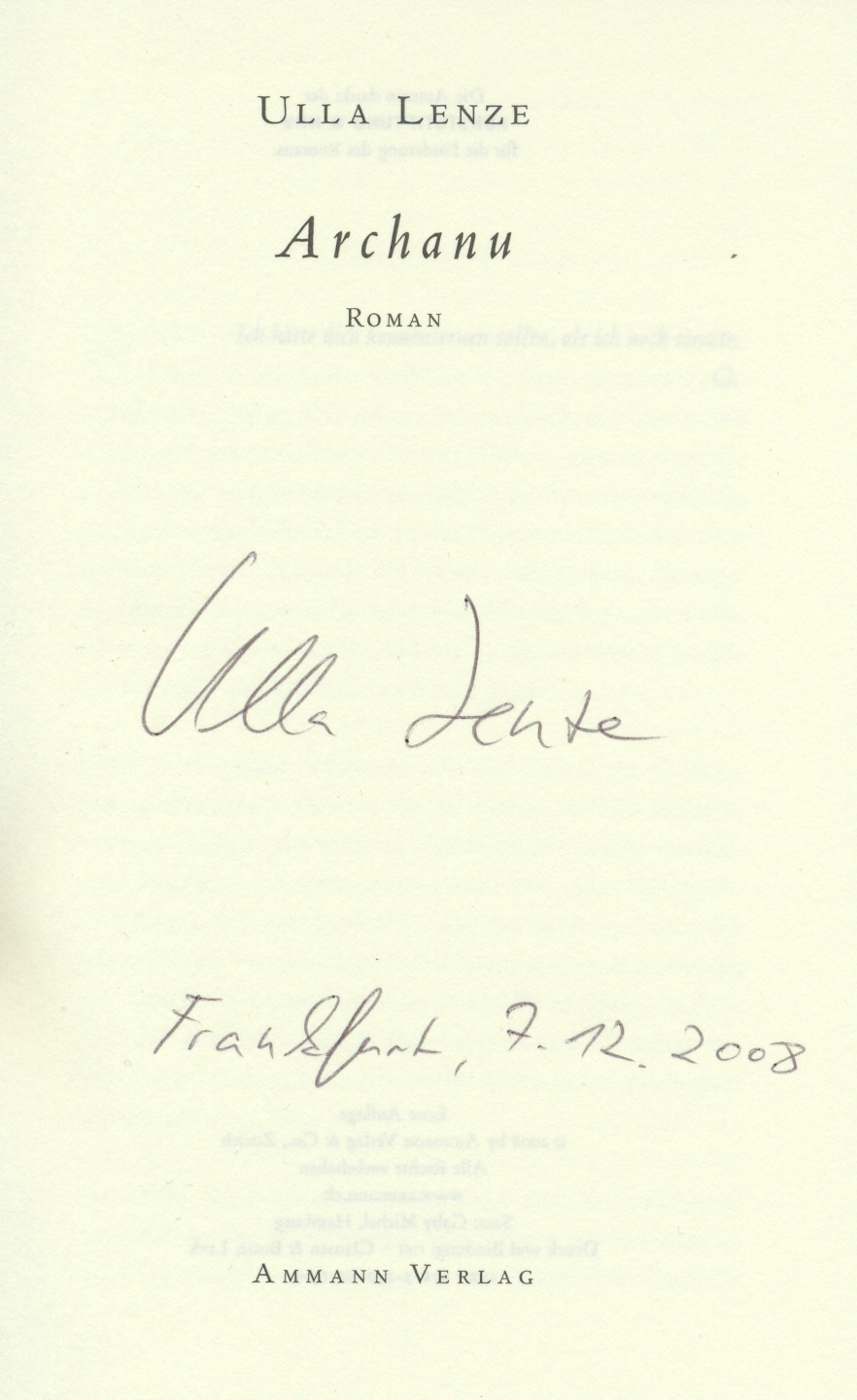
Autograph

- Das Wohlbefinden. Klett-Cotta Verlag, Stuttgart 2024, ISBN 978-3-608-98685-3
- Der Empfänger, Klett-Cotta Verlag, Stuttgart 2020, ISBN 978-3-608-96463-9

- Die endlose Stadt, Roman.[4][5] Frankfurter Verlagsanstalt, Frankfurt 2015, ISBN 978-3-627-00210-7
- Der kleine Rest des Todes, Frankfurter Verlagsanstalt, Frankfurt 2012, ISBN 978-3-627-00179-7
- Archanu, Ammann, Zürich 2008, ISBN 978-3250601050
- Schwester und Bruder, DuMont, Köln 2003, ISBN 3832178546 (TB 2006, ISBN 3442733243)

- Übersetzung ins Chinesische: Dharma Drum Publishing House, Taiwan 2006
- Übersetzung ins Arabische: Dar Canaan Verlag, Damaskus 2005

in Zeitschriften und Anthologien
- Beitrag in "Wenn ich groß bin, werd ich Dichter", frühe Texte bekannter Autoren, herausgegeben von Florian Werner. Arche 2015
- Ulla Lenze fliegt mit Außenminister Steinmeier, in: DIE WELT, 3. Januar 2015
- Im Niemandsland der Form. Essay, in: From trash to treasure, Kunsthalle Kiel. Kerber Verlag 2011
- Mumbai – eine Stadt im Ausnahmezustand, in: NZZ, 12. Juli 2010
- Der dialektische Schleier, in: FAZ, 25. August 2008
- Dort, wo die Sterne wohnen. Auf dem Kamel durch die libysche Sahara, in: Brigitte, Dezember 2007
- Damaskus Tagebuch, in: Das deutsch-arabische Stadtschreiber Projekt, hrsg. von Johannes Ebert, Palmyra Verlag 2007
- Wo Indien kühl, ruhig – und britisch ist. Mussoorie am Fuß des Himalaya, in: NZZ, 20. September 2007
- Gibt es im Arabischen ein Wort für Sehnsuchtsland? In: FAZ, 3. Juli 2007
- Sommer in der Moschee, in: Die Zeit, 16. Februar 2006
- Willkommen in Arabien! In: NZZ, 16. Juli 2004
- Die Besten 2003: Klagenfurter Texte, die 27. Tage der Deutschsprachigen Literatur in Klagenfurt (hrsg. von Iris Radisch)
- Glanz von gestern, Star von heute. Über Irmgard Keun. Kölner Stadtanzeiger, 8. November 2003
- Glockengeläut, nicht sichtbar, in: Volltext Juni/Juli 2003
- Gegrüßet seist Du, in: Sprache im technischen Zeitalter, Nr. 165
- Im Augenfeld, BELLA triste Nr. 1, Herbst 2001

Internet-Tagebuch
- Damaskus-Tagebuch im Internet-Projekt "Midad" des Goethe-Instituts.[6]